# Cola liberica
Cola liberica är en malvaväxtart som beskrevs av Jongkind. Cola liberica ingår i släktet Cola och familjen malvaväxter. Inga underarter finns listade i Catalogue of Life.